# Автопортрет (Дюрер, 1493)
«Автопортре́т» — картина німецького художника Альбрехта Дюрера, написана 1493 року. Нині зберігається в Луврі, Париж. Багато художників до Дюрера зображали себе на полотнах приховано, здебільшого на стулках вівтарів. Цей автопортрет Дюрера є першим з живописних автопортретів художника і одним з найбільш ранніх автопортретів художників європейської півночі. Примітно, що вже у віці 13 років Дюрер зображав себе срібним олівцем, а також пером під час своїх подорожей.

## Опис, історія
На час створення цього автопортрета Дюреру було 22 роки. Художник написав його в Страсбурзі під час своїх подорожей, до того як повернувся до Нюрнберга і одружився з Агнесою Фрей, дочкою шанованого городянина, яку для нього обрав батько.
На полотні зображений молодий Альбрехт Дюрер з рослиною в правій руці, яку ботаніки ідентифікують як Eryngium amethystinum з роду миколайчики.
Напис у верхній частині картини праворуч від вказаного 1493 року звучить так:
|  | My sach die gat als es oben schtat |

Сучасною німецькою мовою цей напис виглядає як Meine Sachen werden von oben bestimmt, у перекладі — «Справи мої йдуть шляхом, вказаним згори». Цим висловлюванням Дюрер виражає свою відданість Богу. Під сірою накидкою видніються рожево-фіолетові шнури, які охоплюють сорочку на грудях художника і надають таким чином полотну додаткового кольорового відтінку.
У 1805 році Гете бачив копію полотна в музеї Лейпцига і написав про нього:
|  | Я подумав, що автопортрет Альбрехта Дюрера, датований 1493 роком, є безцінним. |

У 1922 році картину придбав Лувр.

## Коментар

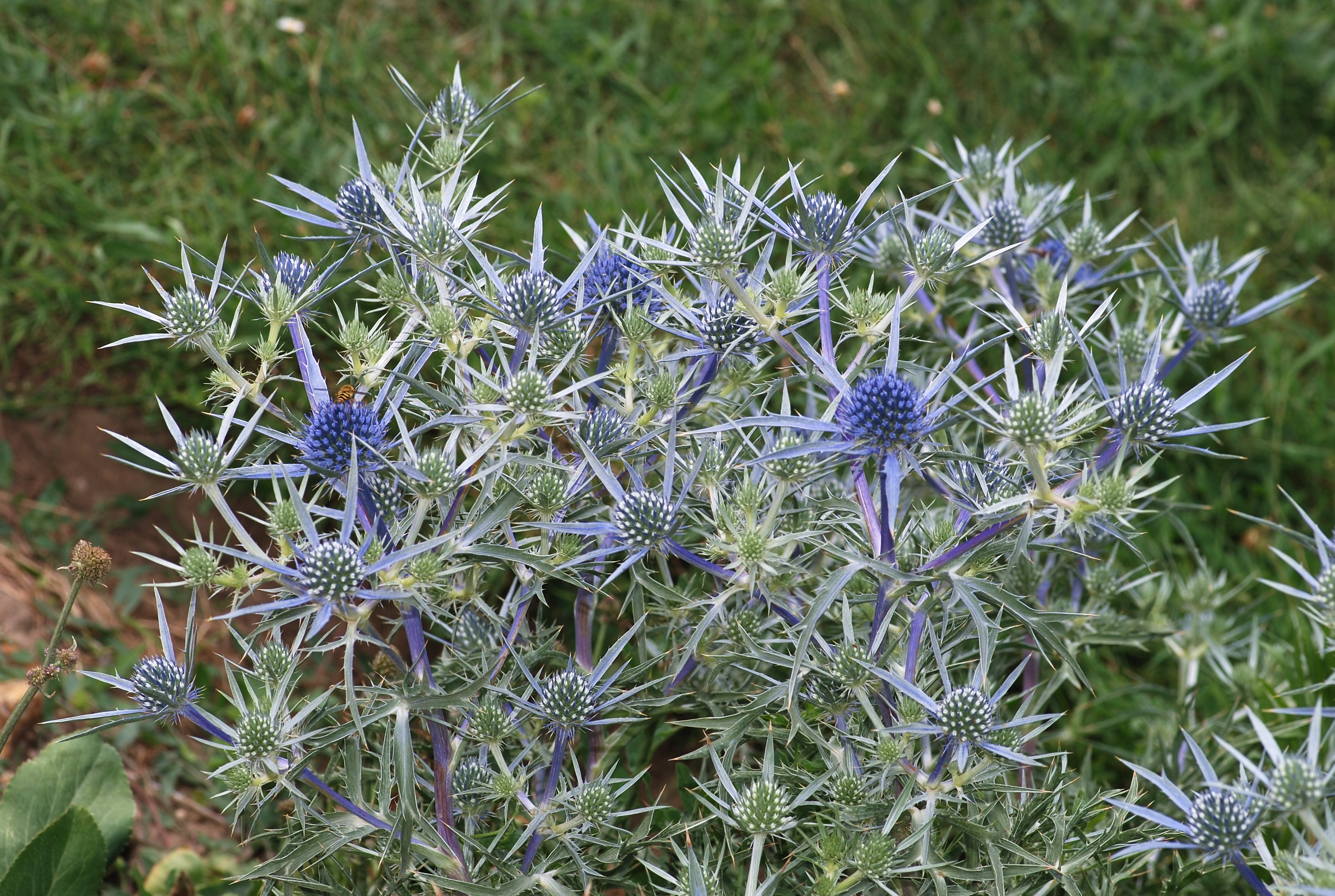
Eryngium amethystinum

Про значення миколайчика міркували багато. Він міг мати релігійне значення як символ Страстей Христових і підкреслювати надпис «My sach die gat / Als es oben schtat» у верхній частині картини. Цю ж рослину художник контурно зобразив на золотому тлі своєї картини Ecce homo (укр. «Се людина»).
Миколайчик у Німеччині в народі називали «чоловічою вірністю» (нім. Mannestreue), тому висловлювалося припущення, що його присутність на полотні є свідченням майбутнього весілля художника з Агнесою Фрей, підготовленого за відсутності Дюрера. Стверджувалося також, що Дюрер написав свій автопортрет на пергаменті, щоб його було легше переслати своїй нареченій. Тим не менш, надпис на картині суперечить цьому припущенню. Це висловлювання довіри Богу дуже складно пов'язати з подарунком до сватання. Імовірно, Дюрер створив цей автопортрет, як і інші, для себе.
Різний напрям погляду очей є характерною ознакою автопортретів Дюрера. Права зіниця знаходиться в крайньому кутку ока, водночас ліва зіниця дивиться прямо.

## Автопортрети Дюрера

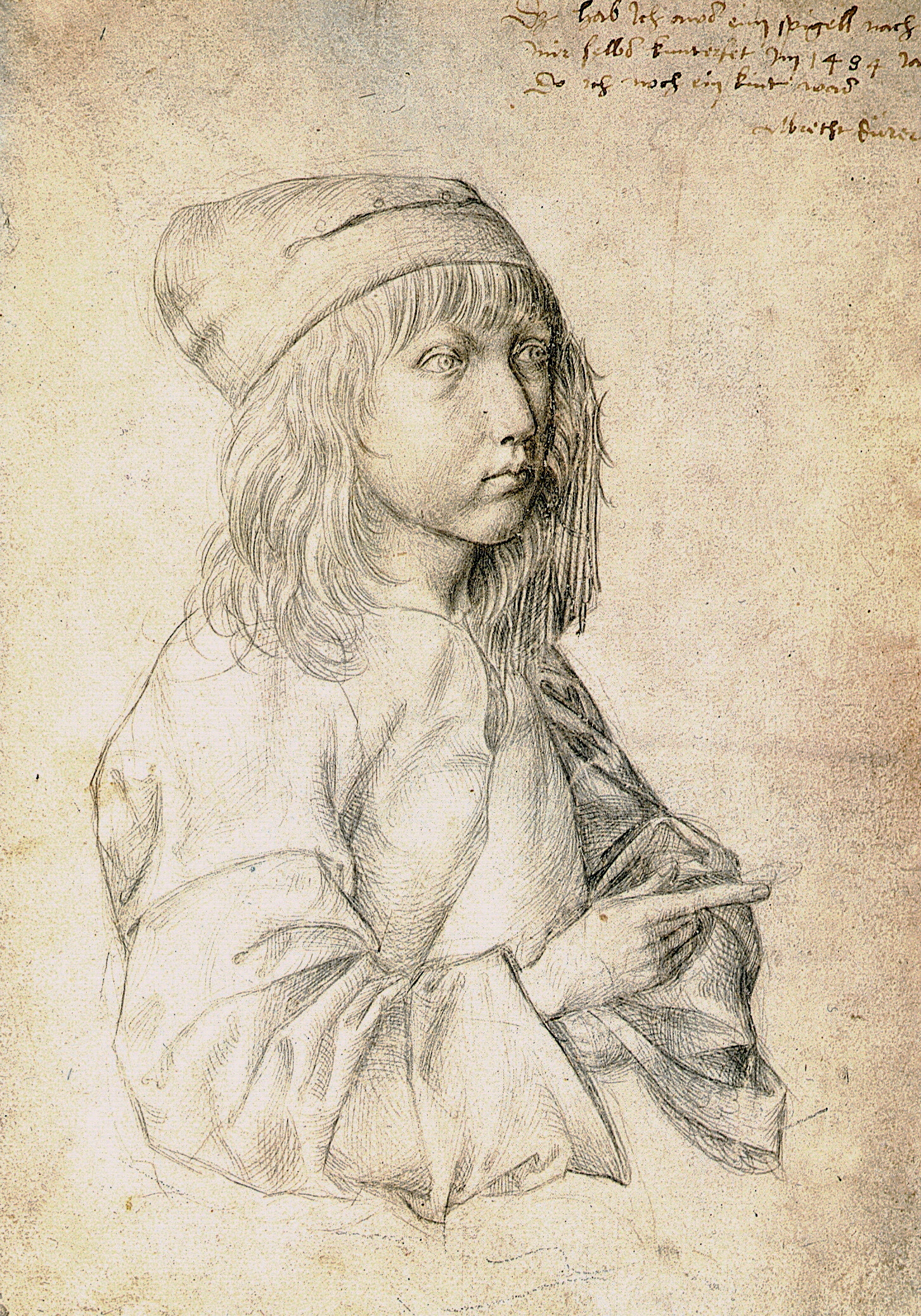
«Автопортрет», 1484
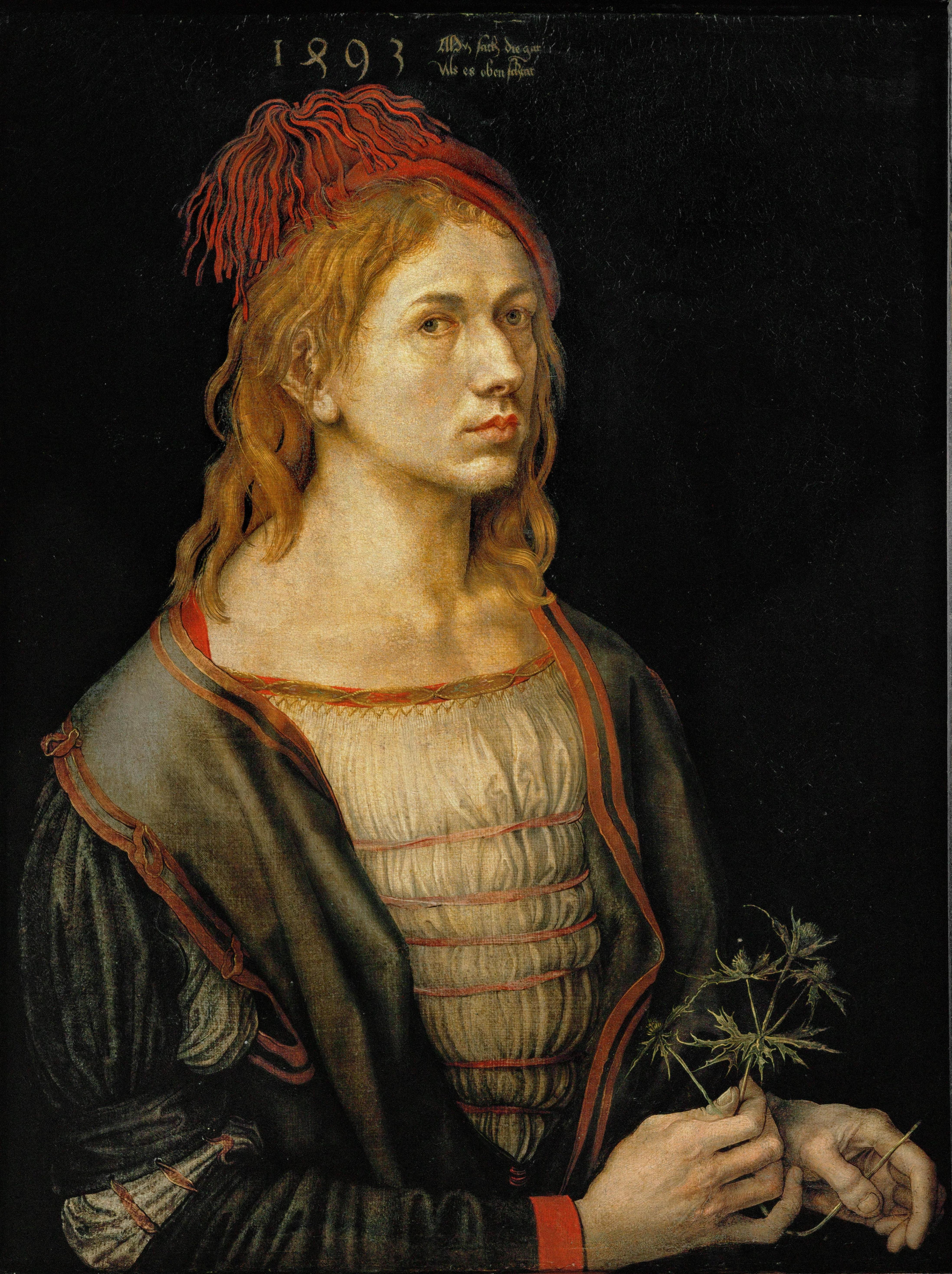
«Автопортрет», Лувр, 1493
«Автопортрет», Прадо, 1498
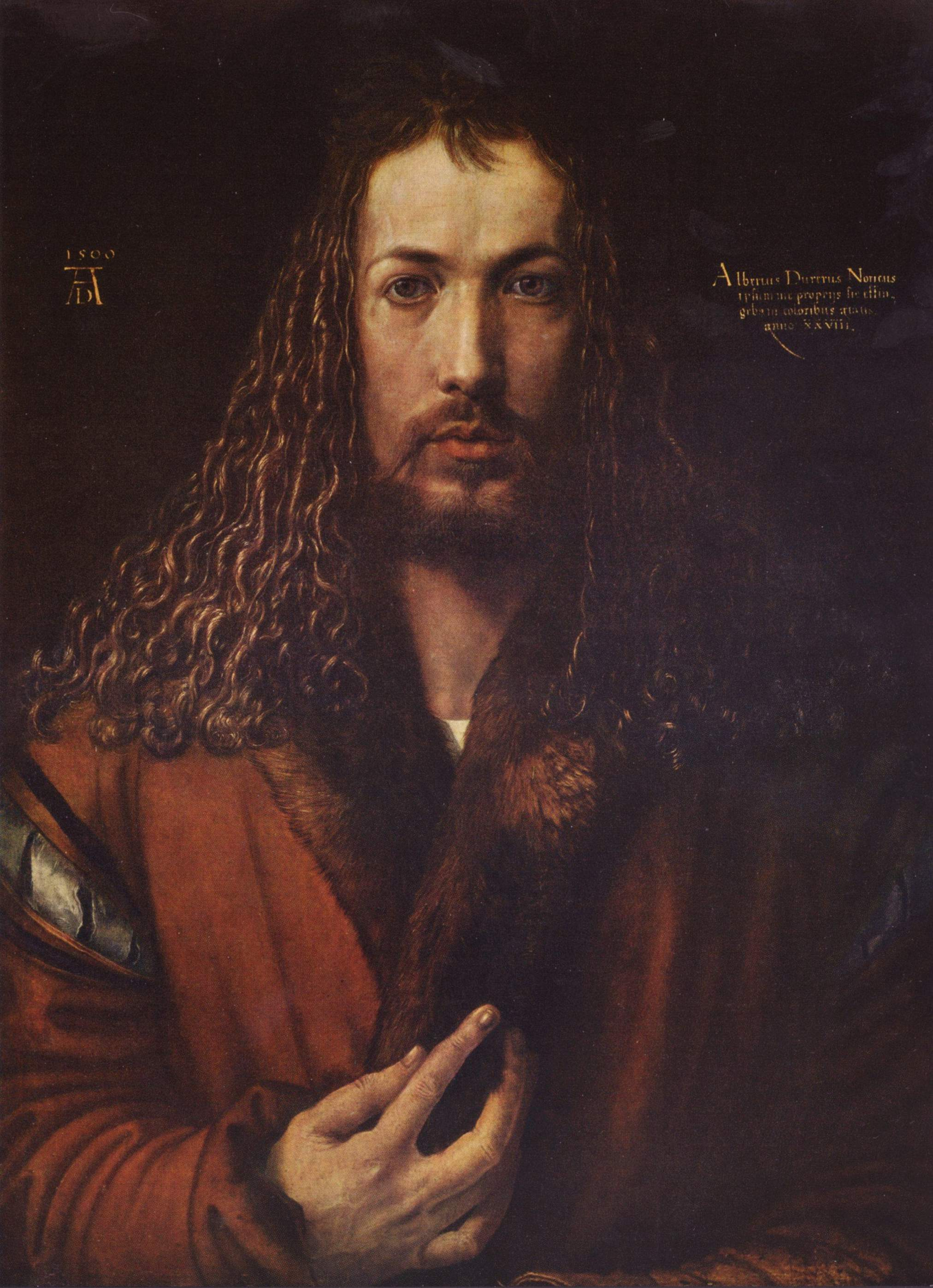
«Автопортрет», Стара пінакотека, 1500